# Lange Straße 60 (Oebisfelde)

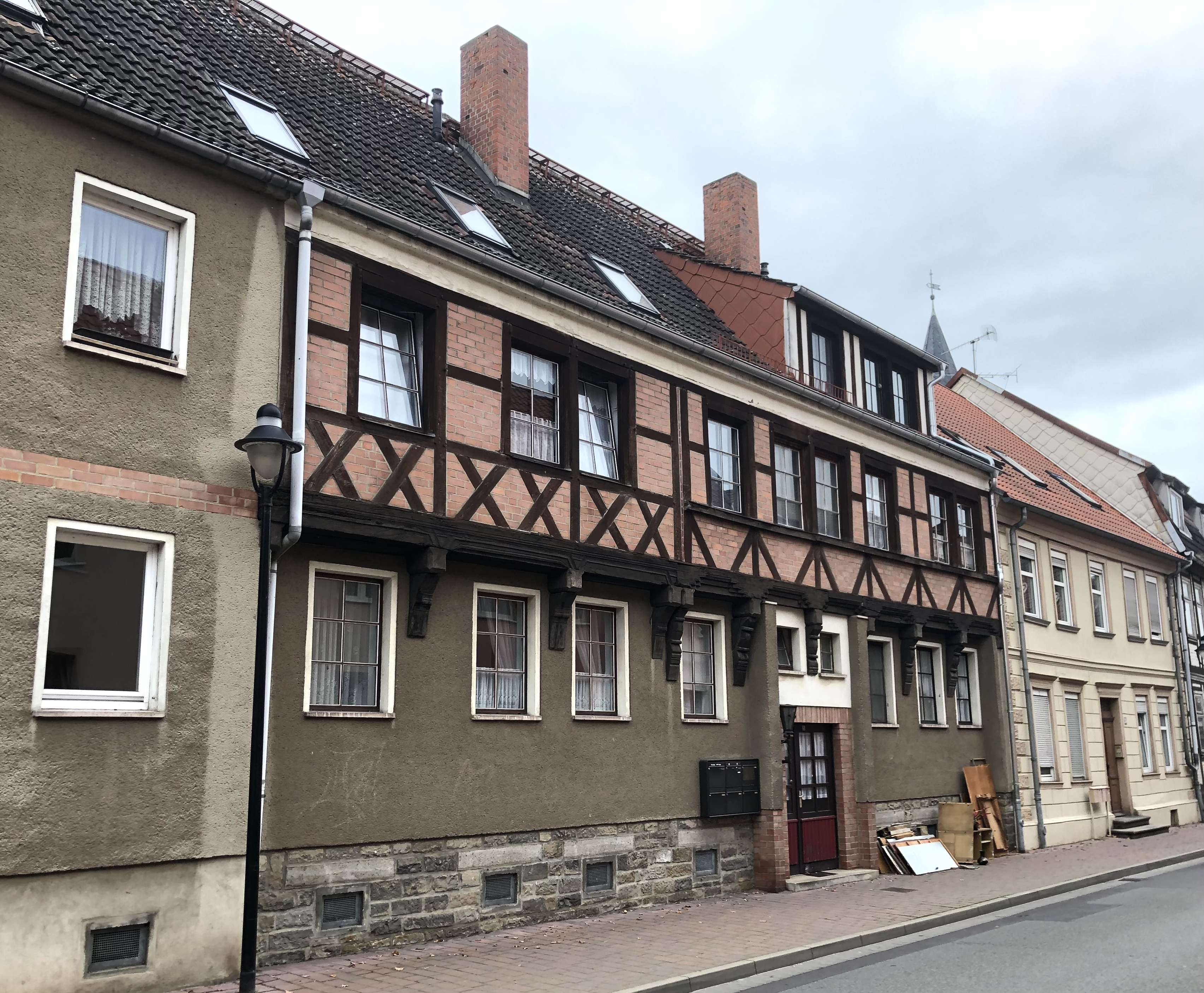
Lange Straße 60 im Jahr 2021

Das Gebäude Lange Straße 60 ist ein Wohnhaus in Oebisfelde-Weferlingen in Sachsen-Anhalt. Am Gebäude eingesetzte historische Architekturelemente stehen unter Denkmalschutz.

## Lage
Das Haus befindet sich im Zentrum des Ortsteils Oebisfelde auf der Westseite der Langen Straße, nordwestlich des Marktplatzes. Es gehört zum Denkmalbereich der Altstadt Oebisfelde. 

## Architektur und Geschichte
Das heutige Gebäude ist jüngeren Datums und wurde in seiner Gestaltung an die benachbarten, zum Teil historischen Gebäude angepasst. Bemerkenswert sind die am Gebäude eingefügten Knaggen und Schwellen, die aus einem im Jahr 1471 errichteten spätgotischen Fachwerkhaus stammen. Sie sind mit einem Treppenfries verziert.
Im örtlichen Denkmalverzeichnis sind die Architekturdetails unter der Erfassungsnummer 094 82990 als Baudenkmal verzeichnet.